# La Cité du Soleil
Cet article possède des paronymes, voir Cité Soleil et Cité du Soleil.
La Cité du Soleil (italien : La città del Sole, latin : Civitas Solis) est le titre d'une utopie composée par le moine dominicain italien Tommaso Campanella durant son séjour en prison en 1602. Cette version ne sera publiée qu'en 1604. Campanella rédige une seconde version en 1613, qui sera éditée en 1623.

## Résumé
La Cité du Soleil est un dialogue entre un marin génois et un homme appelé « l'Hospitalier », un chevalier de l'ordre de Saint-Jean de Jérusalem. Le Génois donne les caractéristiques de cette cité qu'il aurait découverte, située à Taprobane (nom désignant autrefois le Sri Lanka). Cette forme dialoguée est une réminiscence du dialogue platonicien qui est également utilisée par Thomas More et Diderot.
La ville est entourée de sept enceintes fortifiées. Elle est dirigée par un « métaphysicien ». Son économie est planifiée et de type collectiviste. Le progrès technique y est important car Campanella décrit d'hypothétiques inventions : charrues à voiles, bateaux à roues et à soufflets, etc. Entre les habitants tout est commun : maison, réfectoire, dortoir, lits et autres meubles; tous les six mois, les magistrats désignent le nouveau domicile.
Les Solariens pratiquent l'eugénisme sous la forme d'un plan de reproduction servant à conserver certaines caractéristiques physiques.
La cité suit l'égalité de toutes les personnes et les principes des lois naturelles qui se manifestent à travers l'observation des astres. L'astrologie détermine donc nombre des aspects de la vie de tous les jours des solariens et le partage du temps de travail (réduit à quatre heures par jour). Campanella reprend explicitement à Platon la communauté des biens et l'aptitude des femmes à travailler et à gouverner.

### Sexualité des solariens
Campanella reprend de Platon l'idée de communauté des femmes et d'une réglementation stricte des unions. Les Solariens commencent à faire l’amour à 21 ans, les Solariennes à 19 ; ceux qui ont un tempérament ardent, reconnu par les sages vieillards, pourront approcher plus tôt des femmes stériles ou enceintes; ceux qui garderont la chasteté plus longtemps seront « félicités et célébrés par des vers dans les assemblées publiques ».
Campanella, qui était contre la sodomie, punit les sodomites en les condamnant à marcher sur la tête et à porter leurs chaussures autour du cou. En effet, les Solariens considèrent qu'ils inversent « l'ordre de la nature ».

## Rédaction et publications
La Cité du Soleil est rédigée en 1602 en prison. Le livre est donc postérieur de quatre-vingt-six ans à Utopia de Thomas More. Il est publié à Francfort en 1623 en version latine, et sera publié dans sa version italienne primitive en 1904 seulement. Il sera traduit en français par François Villegardelle en 1840, puis par Jules Rosset en 1844. Il décrit la cité de Solar comme une utopie dans le genre de La République de Platon, mais socialisante et beaucoup plus radicale que celle de Thomas More. Dans ce monde idéal, tout est mis en commun. Mais la répartition des produits et des biens est réglée par des magistrats qui veillent attentivement à ce que chacun soit rétribué selon son mérite, selon ses œuvres : rien de ce qui lui est nécessaire n'est refusé à personne. Les Solariens ne connaissent pas l'égoïsme, car ils n'ont pas le sens de la propriété. La Civitas solis de Campanella forme l'appendice de la Philosophia realis.

## Éditions
- (it) Tommaso Campanella, La città del Sole, Laterza, 2005, 184 p. (ISBN 88-420-5330-9).
- Thomas Campanella (trad. Jules Rosset), La Cité du Soleil, Villers-Cotterêts, Ressouvenances, 1998, 342 p. (ISBN 2-904429-92-1).
- Tommaso Campanella (trad. de l'italien par Arnaud Tripet), La Cité du Soleil, Paris, Mille et une Nuits, 2000, 96 p. (ISBN 2-84205-450-4).
- Tommaso Campanella, La Cité du Soleil, Paris, Aden, 2016, 200 p. (ISBN 978-2-8059-2077-6 et 2-8059-2077-5).

## Adaptation au cinéma
- Gianni Amelio, La Cité du Soleil, 1973.

## Postérité littéraire
Le nom du roman d'Ernst Jünger Heliopolis (1949), qui décrit un monde imaginaire mettant en scène les enjeux de la société humaine, fait clairement référence à La Cité du Soleil.